# Давлатмандбек Камалиддинбек огли
Давлатмандбе́к Камалиддинбе́к огли́ (узб. Davlatmandbek Kamoliddinbek oʻgʻli) — узбекский полевой командир в чине курбаши, один из лидеров освободительного движения народов Туркестана, которое в советской и российской историографии известно как «Басмаческое движение». 

## Биография
Родился в одном из кишлаков в восточной части Бухарского эмирата. Имел религиозное образование. Занимал должность бе́ка (правителя) Бальджуванского бекства, некоторое время являлся диванбеги́ (министр казначейства) и лашкабраши́ (командующим войсками) этого бекства. Имел большие владения в Бальджуванском и Шерабадском бекствах, являясь весьма состоятельным человеком, имеющим множество слуг, войск и больших отар крупного и мелкого скота.
После начала Бухарской революции, начал борьбу против РККА в своем регионе. Вскоре, в 1920 году был назначен одним из двух (наряду с Ибрахимбеком) командующих армии бухарского эмира, в сопротивлении против Красной армии. После бегства эмира Бухары Сеид Алим-хана в результате Бухарской операции, войска во главе с Давлатмандбеком не прекратили сопротивление и продолжили военные действия. За короткое время под контроль войск Давлатмандбека перешли ряд бекств восточной части Бухарского эмирата. В начале 1921 года численность его войска составляла свыше 5000 человек.

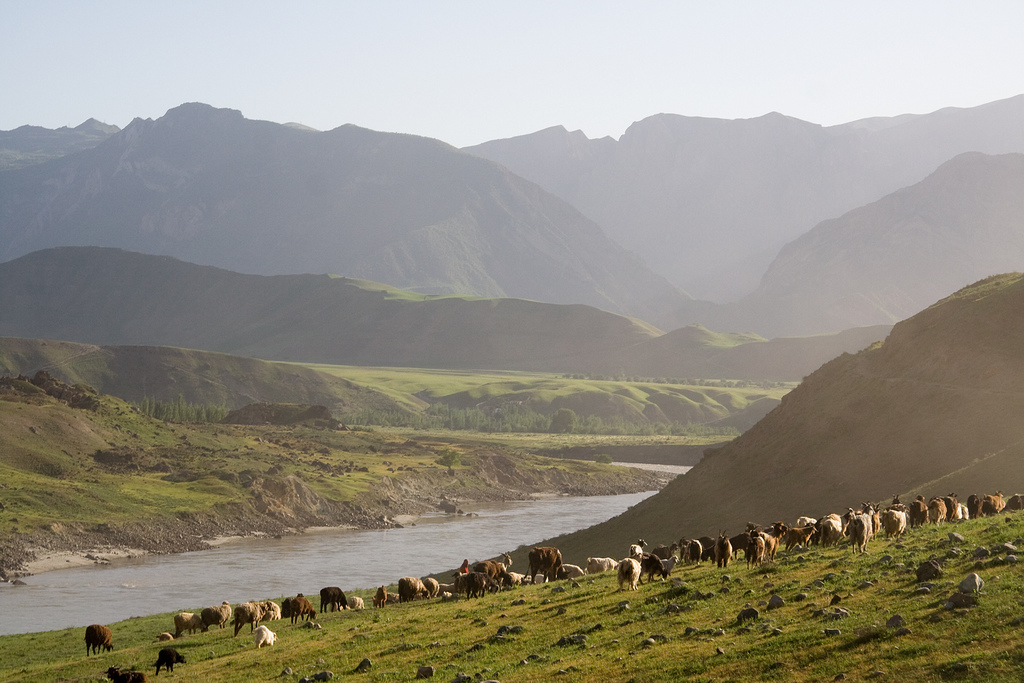
Типичный пейзаж в районе Бальджувана

12 августа 1921 года в Бальджуване было подписано соглашение между Давлатманд-курбаши и чрезвычайно-полномочным представителем Бухарской Народной Советской Республики Атауллой Ходжаевым, согласно которому, курбаши Давлатманбек и Султан Ишан были назначены руководством БНСР председателями революционных комитетов Бальджувана и Гарма соответственно. После подписания соглашения, Давлатмандбек-курбаги начал активные действия по выводу войск РККА из территории БНСР, для укрепления подлинной независимости молодой республики, руководство которой испытывало давление со стороны большевиков в делах внутренней и внешней политики. После приезда в ноябре 1921 года в Бухару Энвера-паши, Давлатмандбек-курбаши со всем своим войском примкнул к Энвер-паше. В начале 1922 года объединённое войско Давлатмандбека и Энвер-паши смогли отбить у Красной армии окрестности Душанбе, Гиссара, Бальджувана и Куляба. 4 августа 1922 года Давлатмандбек-курбаши получил тяжелую рану и погиб в знаменитой битве с Красной армией в одном из кишлаков (по одним данным, это кишлак Обидара́, по другим — кишлак Чагана́) недалеко от Бальджувана. Вместе с ним, в этом бою погиб и Энвер-паша. После смерти двух влиятельных предводителей, силы сопротивления против Красной армии заметно ослабли, но не прекратились.